# Dictyophara australiaca
Dictyophara australiaca är en insektsart som först beskrevs av Victor Lallemand 1935.  Dictyophara australiaca ingår i släktet Dictyophara och familjen Dictyopharidae. Inga underarter finns listade i Catalogue of Life.